# パルムの僧院 (映画)
『パルムの僧院』（パルムのそういん、仏: La Chartreuse de Parme、伊: La Certosa di Parma、英: The Charterhouse of Parma）は、1948年に公開されたフランスとイタリアの共同制作による映画。スタンダールの同名小説を原作にしている。クリスチャン＝ジャックが監督し、ルネ・フォール、ジェラール・フィリップ、マリア・カザレスが主演した。
初公開時、フランスで同年に最も興行収入が高い映画となり、イタリアでは約1億6600万リラの興行収入を記録した。また、ロカルノ国際映画祭では最優秀撮影賞を受賞した。
日本では1998年に、初公開時より上映時間が長い「完全版」が公開された。

## ストーリー
ファブリスは、ナポリでの学生生活を終えてパルマに帰郷し、伯母・サンセヴェリナ公爵夫人に迎えられる。
さて、パルマ公・エルネスト四世が主宰する夜会にて、刑務所長コンティ将軍の娘クレリアは、クレシェンツィ侯爵という婚約者がいる身でありながら、ファブリスに一目ぼれした。
また、エルネスト四世は公爵夫人を愛していたが、甥への恋慕で頭がいっぱいな彼女には相手にされなかった。
一方、公爵夫人の愛人・警視総監ラッシは、総理大臣モスカ伯爵への憎しみから、彼を陥れようとしていた。
ある日、彼は恋人の女優・マリエッタの元恋人ジレッチを殺してしまい、城砦の独房に投獄される。独房の窓からクレリアを見ているうちに二人は愛し合うようになる。
その後、ラッシはファブリスに禁固20年を言い渡されるよう手配するが、これが伯爵夫人の怒りを買い、甥の脱獄計画を立ててしまう。また、看守グリロを通じてファブリス暗殺計画がクレリアに漏れ、炭焼党の首領フェラント・パラは彼女の頼みでファブリス脱獄計画に協力し、成功させる。
その結果、コンティ将軍は解雇され、クレリアはクレシェンツィ侯爵と結婚せざるを得なくなる。
一方、公爵夫人は甥をマジュール湖畔で静養させる際、クレリアの結婚が近いことを伝える。それを聞いた彼はクレリアの身を案じてパルマに来たところを逮捕される。公爵夫人は甥を助けるためにパルマ公の意を受け入れたが、パラに暗殺させる。その後、公爵夫人はモスカ伯爵と結婚し、パルマを去る。
また、ファブリスはクレリアと再会し、互いに許し合うが、彼女の幸せのためを以て、パルムの僧院に行った。

## キャスト
| 役名                     | 俳優                     | 日本語吹替 |
| ------------------------ | ------------------------ | ---------- |
| クレリア・コンティ       | ルネ・フォール           |            |
| ファブリス・デル・ドンコ | ジェラール・フィリップ   | 城山堅     |
| サンセヴェリーナ公爵夫人 | マリア・カザレス         |            |
| エルネスト四世           | ルイ・サルー             | 木村幌     |
| グリロ                   | ルイ・セニェ             |            |
| モスカ伯爵               | トゥリオ・カルミナティ   | 北村弘一   |
| ラッシ                   | ルシアン・コーデル       |            |
| ジレッティ               | エンリコ・グロリ         |            |
| コンティ将軍             | アルド・シルヴァーニ     |            |
| フェランテ・パラ         | アッティリオ・ドッテジオ |            |
| クレシェンツィ           | クラウディオ・ゴーラ     |            |
| マリエッタ               | マリア・ミチ             |            |
| ファウスタの夫           | ネリオ・ベルナルディ     |            |

※日本語吹替：テレビ版・放送日1961年3月6日『テレビ名画座』15:00-17:25

## スタッフ
- 監督：クリスチャン＝ジャック
- 原作：スタンダール
- 脚本：ピエール・ヴェリ（フランス語版）、ピエール・ジャリ、クリスチャン＝ジャック
- 撮影：ニコラ・エイエ（フランス語版）、G・R・アルド（フランス語版）
- アートディレクター：ジャン・ドーボンヌ（フランス語版）
- 衣装：ジョルジュ・アネンコフ（フランス語版）
- 編集：ジャック・デサグノー（フランス語版）、ジュリア・フォンタナ
- 音楽：レンツォ・ロッセリーニ
- 日本語吹替演出：小林守夫[5]
- 日本語吹替制作：東北新社[5]